# 班納 (密西西比州)
班納（英語：Banner）是位於美國密西西比州卡爾霍恩縣的非建制地區。

## 歷史
班納的郵局自1850年營運至今。班納曾有許多雜貨店和兩座教堂。

## 地理
班納所處的海拔為高於海平面105米（即344英呎），而該地所採用的時區為UTC-6，即北美中部時區（CST）。同時該地設有夏令時間，為UTC-6調快一小時，即UTC-5（CDT）。